# Coenhaven
De Coenhaven is een haven in het Amsterdamse Westelijk Havengebied ten noorden van de Vlothaven, ten zuiden van het Noordzeekanaal ter hoogte van de naar de haven vernoemde Coentunnel, ten oosten van de Petroleumhaven en ten westen van de Mercuriushaven.
De haven is bood ruimte aan schepen en activiteiten die in het Oostelijk Havengebied niet meer gewenst waren.
De haven is vernoemd naar de kolonisator Jan Pieterszoon Coen.
| Havens en werven in het Amsterdamse havengebied |
| --- |
| · Afrikahaven Zanzibarhaven Madagascarhaven Amerikahaven Alaskahaven Cacaohaven Texashaven Aziëhaven Australiëhaven Tasmaniëhaven ADM-haven Westhaven Hornhaven Moezelhaven Mainhaven Beringhaven Suezhaven Bosporushaven Sonthaven Jan van Riebeeckhaven Usselincxhaven C. Reynierszhaven Adenhaven Ashaven Petroleumhaven Coenhaven Mercuriushaven Vlothaven Neptunushaven Minervahaven Houthaven Nieuwe Houthaven Bewaarhaven Oude Houthaven Sixhaven Ponthaven IJhaven Ertshaven Spoorwegbassin Entrepothaven Shipdock NDSM Oranjewerf Oranjesluizen P.W.Alexandersluis Noordzeekanaal IJ Dirk Metselaarhaven Isaac Baarthaven Wim Thomassenhaven |